# Kōkaku
Kōkaku (光格天皇?, Kōkaku-tennō; Kyoto, 23 settembre 1771 – Kyoto, 11 dicembre 1840) è stato il 119º Imperatore del Giappone secondo il tradizionale ordine di successione.

## Biografia
Regnò dal 1780 sino al 1817. Il suo nome personale era Morohito-shinnō  (師仁?, Morohito-shinnō), ed in seguito Tomohito-shinnō  (兼仁?, Tomohito-shinnō).
Era il sesto figlio del principe Kan'in-no-miya Sukehito (閑院宮典仁), nipote dell'imperatore Higashiyama. Ebbe diverse compagne da cui ebbe numerosi figli, ma pochi di essi sopravvissero alla morte del padre.
Dalla compagna Yoshiko (欣子内親王), figlia dell'imperatore Go-Momozono, ebbe alcuni figli fra cui Masuhito (温仁親王) e Toshihito (悦仁親王), mentre da Kajyūji Tadako (勧修寺婧子) ebbe oltre a Haru-no-miya (娍宮) ed altri anche il futuro imperatore Ayahito (恵仁親王).
Prima dell'annunciata abdicazione di Akihito, avvenuta il 30 aprile 2019, veniva ricordato come l'ultimo imperatore giapponese a rinunciare volontariamente al trono.